# London United
Le Londres United est un club franchisé anglais de basket-ball situé à Londres et appartenant à la British Basketball League. L'équipe a été intronisée en BBL pour la saison 2006-2007 afin de pallier l'absence des London Towers, ces derniers ayant décidé de mettre leurs activités en suspens.

## Historique
Formée en 2002, l'équipe évoluait en English Basketball League avant de rejoindre exceptionnellement la British Basketball League en 2006.
Le club a par ailleurs des accords avec le Besiktas Istanbul (Turquie) et le KK Atletas (Lituanie) afin d'améliorer sa compétitivité.

## Palmarès
- néant

## Entraîneurs successifs
- Depuis ? : Tony Garbelotto